# Leucopogon minutifolius
Leucopogon minutifolius är en ljungväxtart som beskrevs av Robert Desmond David Fitzgerald. Leucopogon minutifolius ingår i släktet Leucopogon och familjen ljungväxter. Inga underarter finns listade i Catalogue of Life.